# خواجة وصي الدين
خواجة وصي الدين (بالإنجليزية: Khwaja Wasiuddin)‏ (1920-1992) جنرال في الجيش ودبلوماسي. بدأ حياته المهنية كضابط شاب في جيش الهند البريطاني وأصبح فيما بعد جنرالًا كبيرًا في الجيش الباكستاني. وكان الممثل الدائم لبنغلاديش لدى الأمم المتحدة.

## مسيرته
بعد التخرج انضم إلى الأكاديمية العسكرية الهندية، وترقى لرتبة ملازم ثان في أبريل 1940 في فوج البنجاب الثامن التابع لجيش الهند البريطاني. شارك في حملة بورما في الحرب العالمية الثانية. ووصل إلى رتبة رائد بحلول عام 1943، وقاد كتيبة مدفعية. وفي عام 1945 أصبح عقيدًا وعُيّن نائبًا إضافيًا لمجلس اختيار الخدمات المشتركة للقوات المسلحة الهندية البريطانية.

### باكستان
بعد تقسيم الهند انحاز إلى الجيش الباكستاني، وواصل العمل في مجلس اختيار الخدمات المشتركة الباكستانية، وأصبح في النهاية رئيسًا لها. وفي عام 1951 أصبح عميدًا. وفي عام 1962 كان مسؤولًا عن الأحكام العرفية في البلاد.

### بنغلاديش
شارك حرب الاستقلال البنغلاديشية. وبعد عودته إلى بنغلاديش عمل كسفير لبنغلاديش لدى الكويت وفرنسا. وتقاعد من جيش بنغلاديش عام 1973، وعُيَّن الممثل الدائم لبنغلاديش لدى الأمم المتحدة، المنصب الذي شغله حتى عام 1986. وبصفته ممثلًا أيد ضم إندونيسيا لتيمور الشرقية في الأمم المتحدة.

## وفاته
توفي في 22 سبتمبر 1992 في دكا عاصمة بنجلاديش.